# Das
Das és un municipi de la comarca de la Baixa Cerdanya. Té una superfície de 14,6 km² i una població de 223 habitants (2017). El seu terme municipal limita al nord amb Ger i Isòvol, a l'est amb Alp i Fontanals de Cerdanya, al sud amb Urús i a l'oest amb Prats i Sansor.
Al sud del terme, que és la zona més alta del municipi, se situa gran part de l'estació d'esquí de Masella. El municipi comprèn, a més del nucli de Das, els pobles de Mosoll, Sanavastre, Tartera i la urbanització d'aquesta. També hi ha la pista d'aterratge i les instal·lacions de l'aeròdrom de la Cerdanya. La torre de Das, ubicada al municipi, data de l'època romana. A més, hi ha un assentament prehistòric.
El municipi destaca a escala catalana pel seu fred clima, ja que la majoria de dies de l'any és a Das on es registra la temperatura mínima del país fora de les àrees d'alta muntanya. A l'hivern hi són abundants les nevades, i les temperatures poden baixar per sota dels -20 °C.

## Història
Das és documentat per primer cop al segle x, quan apareix com a Adaç i Adaz. En llatí, el seu nom era Villa Adatio. Posteriorment formà part de la baronia d'Urtx, que posseïren els Urtx fins que el 1316 fou adquirida pel rei. A Das també tingué béns el monestir de Sant Martí de Canigó. Al segle xvii Das, Sanavastre, Mosoll i Tartera van passar a dependre completament del rei.
L'antiga mina de lignit de Sanavastre, oberta a cel obert a mitjan segle xix, es va mantenir amb una activitat discreta fins que va ser tancada definitivament durant la dècada del 1980. Hom n'extreia lignit o marga destinat a la fabricació d'adobs per a l'agricultura i combustible per a les centrals tèrmiques. Als marges del Segre es duen a terme extraccions d'àrids.
Bé que la tradició és anterior, durant els darrers anys del segle xx el municipi es va convertir en un centre d'estiueig apreciable i fins i tot s'hi han construït diverses urbanitzacions. Das disposa de diversos allotjaments de turisme rural en residències-cases de pagès.

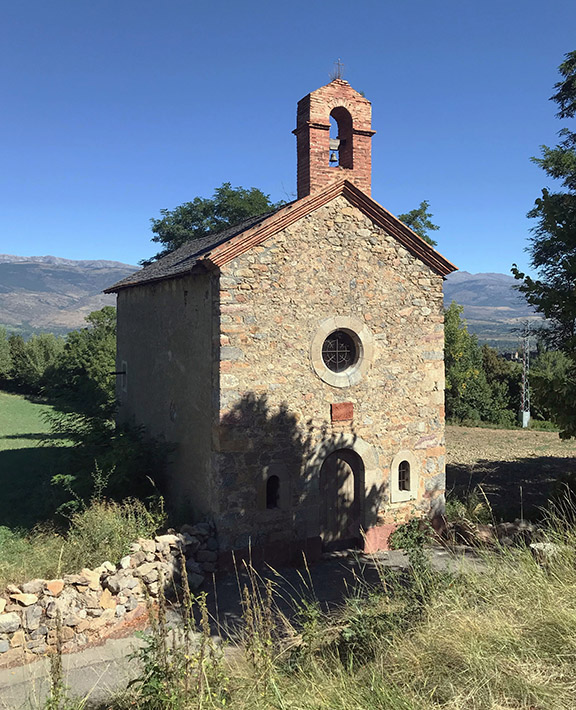
Capella de Santa Bàrbara, Das

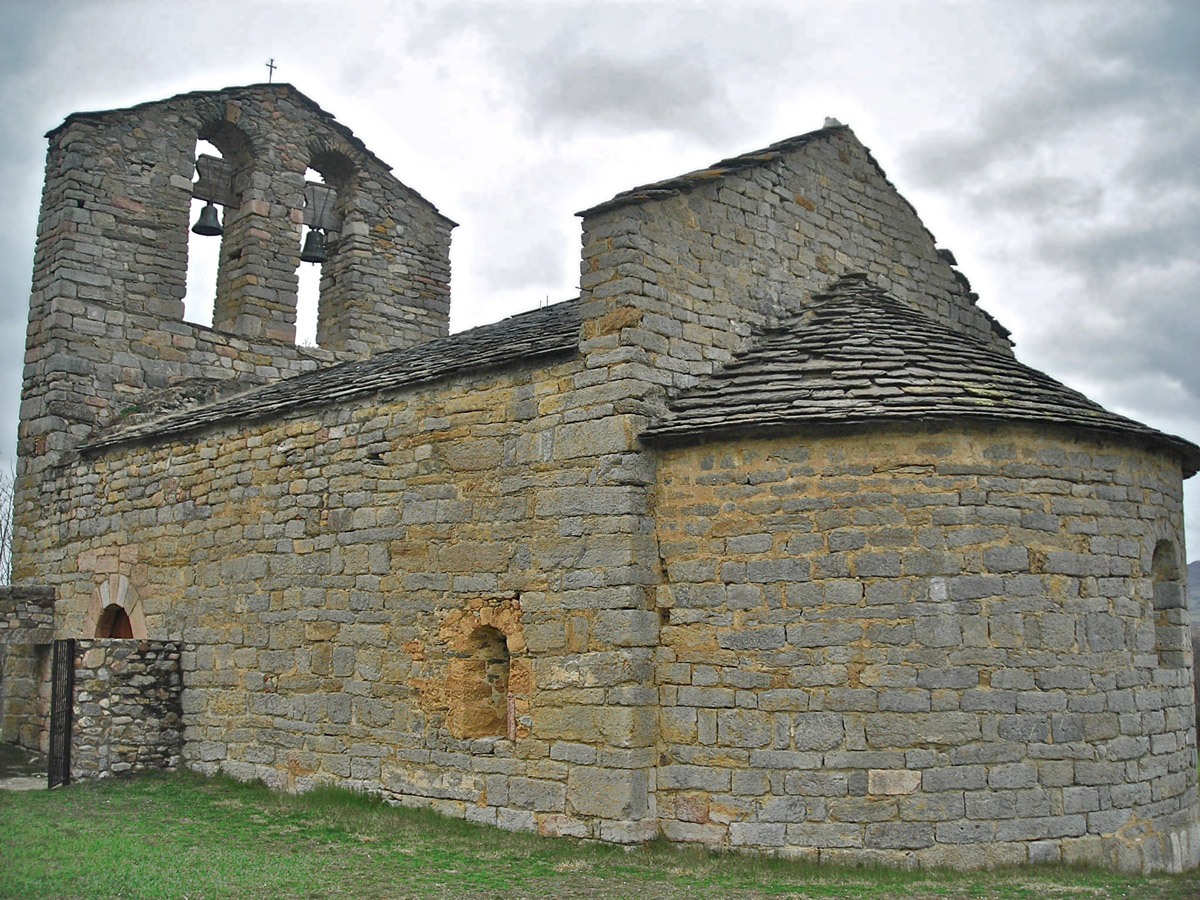
L'església de Santa Maria de Mosoll, ubicada al poble de Mosoll.

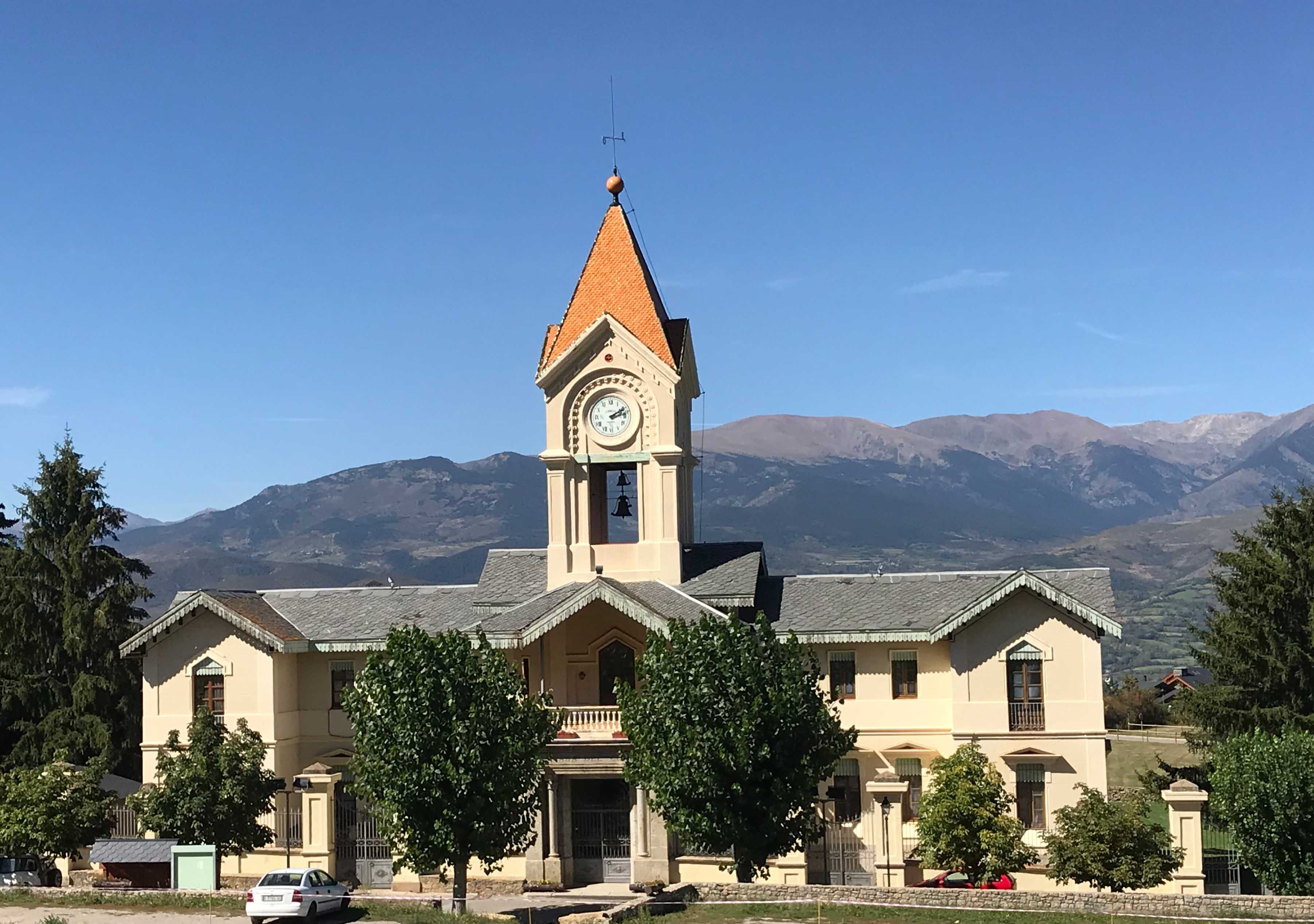
Ajuntament de Das

## Geografia
- Llista de topònims de Das (Orografia: muntanyes, serres, collades, indrets..; hidrografia: rius, fonts...; edificis: cases, masies, esglésies, etc).

El municipi de Das s'estén del vessant nord-oest de la Tosa d'Alp (o Tosa de Das), de 2.587 msnm, on limita amb els municipis d'Alp i Urús (els quals també són a la Cerdanya) i amb el de Bagà (al Berguedà), fins a la plana, on transcorre el riu Segre.

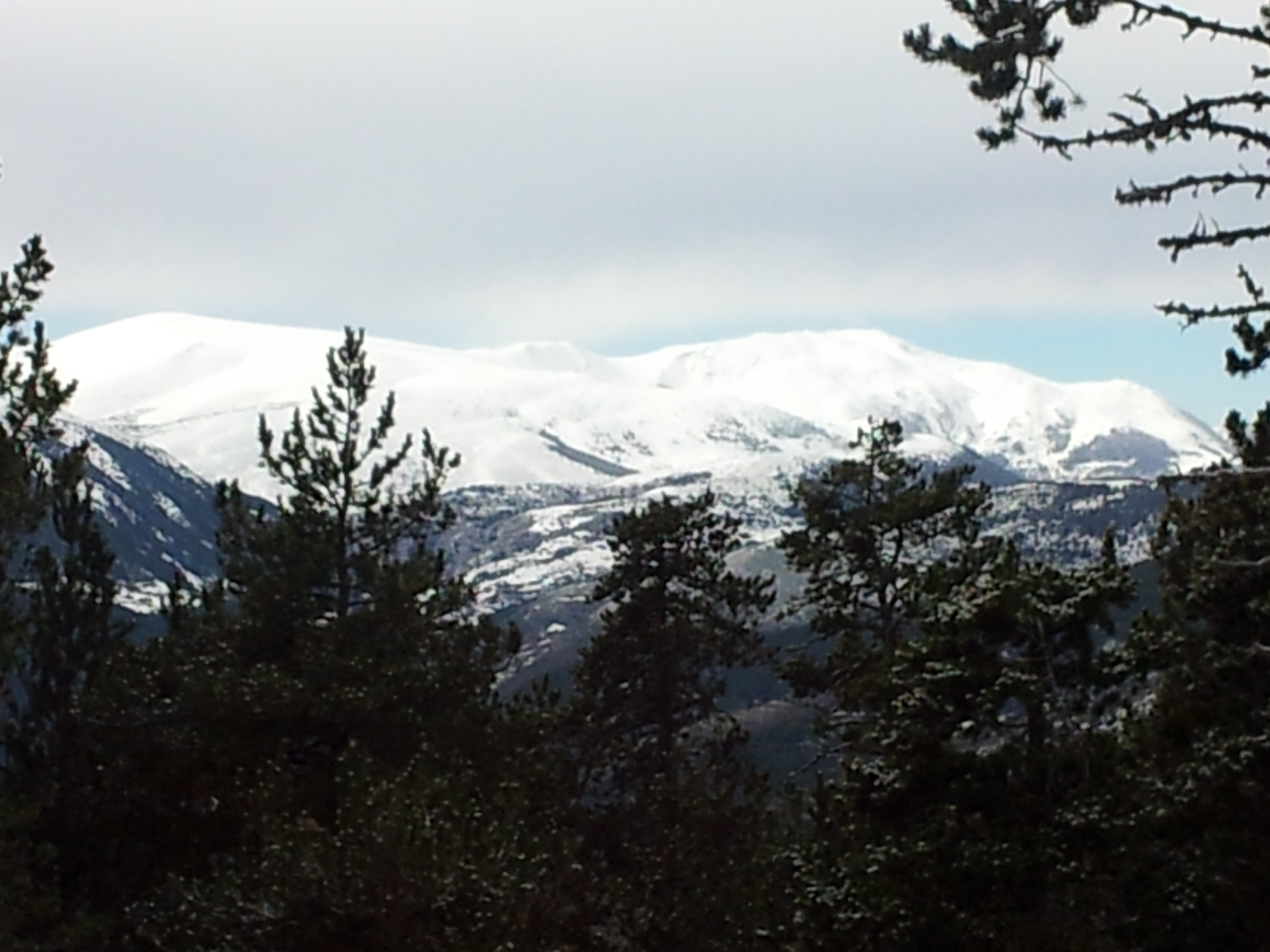
La Tosa d'Alp, al costat del Puigllançada.

Gran part de la vall del torrent de la Valira es troba al municipi, i el torrent desemboca al riu Segre prop de Sanavastre. La Valira, que neix a la Coma Oriola (sota la Tosa), fa de límit municipal amb Urús fins a l'altura d'aquest poble veí, a partir del qual el curs del torrent s'endinsa en la plana dasenca. El termenal amb Prats i Sansor, també a ponent, és una línia irregular que arriba fins al Segre, riu que al nord forma el límit amb Isòvol. També al nord el terme de Das limita amb Ger. Al nord-est, el pla d'Estoll és fita amb el terme d'Urtx, i a l'est, aigua amunt de Mosoll, la partió amb Alp passa per la muntanya del Cap del Bac Gran i arriba fins a la Tosa. Gairebé tota la part muntanyosa del terme és compresa dins del Parc Natural del Cadí-Moixeró.

### Clima
El clima de Das varia molt depenent de l'altitud. La zona nord del municipi, ubicada a la plana ceretana, té un clima mediterrani continentalitzat de tipus pre-pirinenc, caracteritzat per una inversió tèrmica molt important. Els estius són càlids, amb temperatures que acostumen a superar els 25 °C de màxima, i els hiverns són freds, amb nevades abundoses i temperatures que baixen habitualment per sota dels -10 °C. Les precipitacions a la plana són d'uns 700 mm anuals. La zona sud del municipi, en canvi, té un clima de muntanya, amb temperatures molt fredes durant tot l'any. Les precipitacions en aquesta àrea són més abundants que al nord, atès que hi cauen uns 1000 mm anuals.
Das és conegut a Catalunya per les seves temperatures mínimes extremes, les més baixes de tot el país durant la major part de l'any, que poden baixar dels -20 °C. La temperatura mínima absoluta es va registrar el 9 de febrer de 2018 amb -22,8 °C a l'estació meteorològica localitzada a l'aeròdrom de la Cerdanya. El fet que baixin tant les temperatures és causat principalment per la inversió tèrmica extrema i l'absència de vent matinal, situació habitual a l'hivern propiciada per l'anticicló de les Açores.
| Dades climàtiques a Das                                                 | Dades climàtiques a Das | Dades climàtiques a Das | Dades climàtiques a Das | Dades climàtiques a Das | Dades climàtiques a Das | Dades climàtiques a Das | Dades climàtiques a Das | Dades climàtiques a Das | Dades climàtiques a Das | Dades climàtiques a Das | Dades climàtiques a Das | Dades climàtiques a Das | Dades climàtiques a Das |
| Mes                                                                     | gen                     | febr                    | març                    | abr                     | maig                    | juny                    | jul                     | ag                      | set                     | oct                     | nov                     | des                     | anual                   |
| ----------------------------------------------------------------------- | ----------------------- | ----------------------- | ----------------------- | ----------------------- | ----------------------- | ----------------------- | ----------------------- | ----------------------- | ----------------------- | ----------------------- | ----------------------- | ----------------------- | ----------------------- |
| Màxima rècord °C (°F)                                                   | 22.6 (72.7)             | 20.4 (68.7)             | 25.4 (77.7)             | 27.0 (80.6)             | 31.3 (88.3)             | 33.4 (92.1)             | 36.8 (98.2)             | 36.1 (97)               | 31.6 (88.9)             | 29.2 (84.6)             | 23.2 (73.8)             | 17.8 (64)               | 36.8 (98.2)             |
| Màxima mitjana °C (°F)                                                  | 1.9 (35.4)              | 2.4 (36.3)              | 4.3 (39.7)              | 6.2 (43.2)              | 10.0 (50)               | 14.1 (57.4)             | 17.3 (63.1)             | 17.0 (62.6)             | 14.3 (57.7)             | 9.6 (49.3)              | 5.2 (41.4)              | 2.4 (36.3)              | 8.7 (47.7)              |
| Mínima mitjana °C (°F)                                                  | −7.3 (18.9)             | −8.2 (17.2)             | −4.4 (24.1)             | −1.9 (28.6)             | 2.7 (36.9)              | 5.6 (42.1)              | 8.5 (47.3)              | 7.9 (46.2)              | 5.3 (41.5)              | 0.9 (33.6)              | −3.7 (25.3)             | −6.4 (20.5)             | −0.8 (30.6)             |
| Mínima rècord °C (°F)                                                   | −21.6 (−6.9)            | −22.8 (−9)              | −17.2 (1)               | −8.2 (17.2)             | −5.2 (22.6)             | −2.0 (28.4)             | 1.3 (34.3)              | −0.3 (31.5)             | −5.2 (22.6)             | −8.4 (16.9)             | −15.6 (3.9)             | −22.6 (−8.7)            | −22.8 (−9)              |
| Precipitació mitjana mm (polzades)                                      | 41 (1.61)               | 43 (1.69)               | 47 (1.85)               | 51 (2.01)               | 58 (2.28)               | 66 (2.6)                | 72 (2.83)               | 71 (2.8)                | 65 (2.56)               | 56 (2.2)                | 48 (1.89)               | 41 (1.61)               | 659 (25.93)             |
| Font #1: Climate-Data.org                                               |                         |                         |                         |                         |                         |                         |                         |                         |                         |                         |                         |                         |                         |
| Font #2: Servei Meteorològic de Catalunya (temp. màx. i mín. absolutes) |                         |                         |                         |                         |                         |                         |                         |                         |                         |                         |                         |                         |                         |

## Demografia

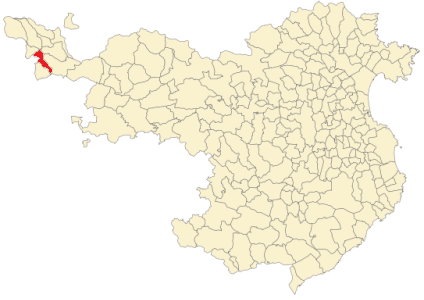
Situació del terme municipal de Das respecte a les Terres de Girona

| 1497 f | 1515 f | 1553 f | 1717 | 1787 | 1857 | 1877 | 1887 | 1900 | 1910 |
| ------ | ------ | ------ | ---- | ---- | ---- | ---- | ---- | ---- | ---- |
| 22     | 24     | 21     | 291  | 405  | 348  | 340  | 343  | 354  | 350  |

| 1920 | 1930 | 1940 | 1950 | 1960 | 1970 | 1981 | 1990 | 1992 | 1994 |
| ---- | ---- | ---- | ---- | ---- | ---- | ---- | ---- | ---- | ---- |
| 343  | 253  | 235  | 219  | 237  | 204  | 134  | 153  | 136  | 136  |

| 1996 | 1998 | 2000 | 2002 | 2004 | 2006 | 2008 | 2010 | 2012 | 2014 |
| ---- | ---- | ---- | ---- | ---- | ---- | ---- | ---- | ---- | ---- |
| 145  | 151  | 158  | 157  | 165  | 176  | 214  | 224  | 222  | 220  |

| 2016 | 2018 | 2020 | 2022 | 2024 | 2026 | 2028 | 2030 | 2032 | 2034 |
| ---- | ---- | ---- | ---- | ---- | ---- | ---- | ---- | ---- | ---- |
| 215  | 227  | 234  | 267  | 270  | -    | -    | -    | -    | -    |

| Entitat de població | Habitants (2024) |
| Das                 | 149              |
| Sanavastre          | 81               |
| Mosoll              | 16               |
| Tartera             | 15               |
| Tartera             | 9                |
| Font: Idescat       |                  |

## Economia
L'agricultura i la ramaderia, principalment bovina, eren la base de la seva economia fins que l'estació d'esquí de Masella ha fet de Das un important centre turístic residencial.

## Comunicacions
Das és travessat per la carretera comarcal C-1411, que comunica el municipi amb els pobles veïns d'Alp i Urús, i que prop de Riu de Cerdanya enllaça amb el túnel del Cadí. Més al nord, al pla, hom pot circular per la carretera local d'Alp a Bellver per Prats i Baltarga. A la plana del Segre, a llevant de Sanavastre, hi ha la pista de l'aeròdrom de la Cerdanya, amb accés per carretera des del mencionat poble i des d'Alp.

## Llocs d'interès
- Església de Sant Llorenç de Das. Neogòtic
- Església de Santa Maria de Mosoll. Romànic
- Església de Sant Iscle i Santa Victòria de Sanavastre. Romànic
- Església de Sant Julià de Tartera. Romànic.
- Museu Etnològic de Das[9][10]
- Casa del Comú de Das.
- Pistes d'esquí de la Masella.

## Dasencs il·lustres
- Rossend Arús i Arderiu (1847 - 1891), polític, autor de cinquanta-set obres teatrals, col·laborador assidu de la premsa catalana i fundador de la Biblioteca Pública Arús la que va ser la primera biblioteca pública de la ciutat comtal. Filantrop que va finançar la construcció del Comú i les escoles municipals de Das, el poble nadiu de la seva mare, i iniciador del turisme a Das.[11]